# Raghu Dixit
Raghu Dixit (Mysore, 11 de noviembre de 1974) es un cantautor, productor y compositor de música para cine indio.
En idioma canarés su nombre (Raghupathi Dixit) se escribe ರಘು ದೀಕ್ಷಿತ್.
Es uno de los intérpretes más famosos que ha formado parte de distintas bandas musicales de estilos folclóricos multilingües. A pesar de haber obtenido una medalla de oro y una maestría en Microbiología, se dedicó a la música y la danza clásica de la India; tiene un título Vidwat (conocedor) en bharatanatyam). Raghu es guitarrista y cantante autodidacta.
Originario de Mysore, se estableció en Bangalore, donde participó durante ocho años en la banda musical Antaragni (‘el fuego interior’). Luego fundó su propia banda bajo su mismo nombre llamada The Raghu Dixit Project, que ha realizado más de 250 conciertos por toda la India. En 2008, The Raghu Dixit Project lanzó su álbum debut The fire within (‘el fuego interior’). La parte más pegadiza del concierto de Raghu es su voz única.
La música de Dixit es una fusión de música étnica hindú y otros estilos musicales de diferentes partes del mundo. En una entrevista con Vishnupriya Bhandaram (del diario The Hindu), Dixit declaró:

En este país, cada 200 kilómetros cambian los idiomas, cambian las comidas, cambian las vidas y cambian los estilos de vida, y mi música es única y lo más interesante es que está cantada en un idioma local [no universal]. Eso le agrega misterio.
Dixit

Dixit ha interpretado temas musicales en diferentes idiomas locales. Las letras de sus canciones transmiten las emociones y experiencias del hombre común de la India. Sus temas musicales más conocidos son
- Mysore se aayi,
- Mumbai
- Antaragni
- Hey Bhagwan
- Har saans mein
- Gudugudiya y
- Khidki.

La mayoría de sus canciones están influenciadas por Shishunala Sharif (1819-1889), un santo y poeta musulmán del estado de Karnataka.

## Discografía
- 2008: Raghu Dixit